# Martin Glanner
Martin Glanner, född Martin Edvin Goldstein 13 januari 1908 i Köpenhamn, död 16 november 1949 i Australien, var en dansk författare, manusförfattare, journalist och översättare. Han använde pseudonymen Martin Edwin.
Han tog sig namnet Glanner 1945 och utvandrade till Australien 1948 där han senare avled. Han vistades i Sverige under andra världskriget som flykting.

## Filmmanus i urval
- 1944 – Den osynliga muren
- 1945 – Två människor